# Haute Route

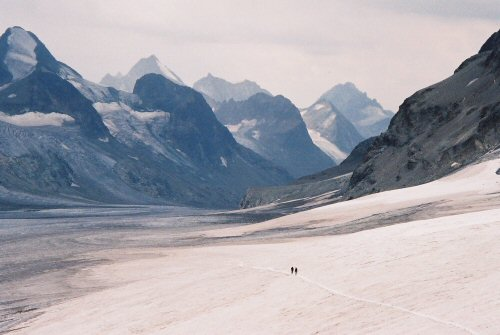
Haute Route över Otemmaglaciären, kantonen Valais i Schweiz

Haute Route är namnet på den klassiska höga vandringsleden som genomförs till fots eller med skidor i Alperna mellan Chamonix, Frankrike och Zermatt, Schweiz. Haute Route är franska och betyder hög väg.
Redan 1911 gicks vandringsleden första gången. Turen kan man gå både sommar och vinter. Den totala sträckan är ca 180 km mellan Chamonix och Zermatt och tar normalt en vecka på skidor och cirka 12 dagar till fots. Både sommar och vinter går turen genom högalpin terräng och över glaciärer.
Haute Route som skidtur är så klassisk att det i Sverige ofta sker förväxlingar med denna led och själva aktiviteten, det vill säga att gå på skidturer kallas för Haute Route. Detta är dock lika fel som att kalla fjällvandring för Kungsleden.
Att gå turer på skidor med stighudar under skidorna bör på svenska kallas för toppturer eller möjligen för skidbestigning. Den franska termen är ski de randonée, och engelska ski touring används även ibland i Sverige.
Haute Route är även benämningen på ett cykellopp.